# قلعة سيبة
 قلعة سيبه  (بالفارسية: قلعه سيبه، بالإنجليزية: Castle of Siba)، أو  دژ تاریخی سیبه  تقع في ناحية كوخرد في مقاطعة بستك في غرب محافظة هرمزگان في جنوب إيران.
يعدّ  حصن سيبه  في بلدة كوخرد أشهر مثال للمعقل المطوق بخندق في قرية كوخرد حيث أن استعمال خندق دفاعي هي إستراتيجية استخدمت قديما في حماية المدن والقلاع والحصون في المنطقة منذ فترات ما قبل وصول الإسلام.

## التاريخ
كانت قلعة سيبة مقر حاكم مملكة السيبة في زمن الزرادشتيين الذين حكموا هذه المنطقة. وكما ورد عن القدماء ، أن قلعة السيبة كانت مسيجة بسور ومحاطة بخندق مائي. لمنع الغرباء من دخول الحصن ، وكان يجب على كل من أراد دخول الحصن أن يعبر الجسر فوق البوابة الرئيسية للحصن والخندق المائي الذي كان يسيطر عليه الحراس.

## موقع القلعة
كانت تقع قلعة سيبه في تلة مرتفعة متوسطة واحة النخيل مما يزيد هذه القلعة الطينية العملاقة شموخاً وعلواً، كانت القلعة عبارة عن مبنى مربع الشكل تقريباً تبلغ واجهتها الجنوبية حوالي 112.5 م في حين تبلغ الواجهة الشرقية لها حوالي 114 م، ويعود تاريخ بناء قلعة سيبه إلى عهد الساساني.
كانت تقع القلعة في الضلع الجنوب الغربي لقرية ناحية كوخرد، حيث واحات النخيل، على مقربة آثار حمام سيبه، وتبعد عن ناحية كوخرد حوالي 1000 متر.
كانت (قلعة سيبه) مقر الحكم أيام حكم سيبه للمنطقة، وكذلك كانت معقلاً عسكرياً فترة من الزمن، ويعدّ (قلعة سيبه) من المعالم الدفاعية القديمة التقليدية مثل البوابة الخشبية الضخمة وأنفاق الهروب السرية وسراديب تحت الأرض، ومخازن لللأسلحة.وكانت القلعة محاطاً بخندق ظخم.

## وصلات خارجية
- التقسيمات الادارية لمحافظة هرمزغان
- التقسيمات الادارية لمحافظة هرمزغان (بلده كوخرد)